# Porto de Bilbau
O Porto de Bilbau, situado na ria do Nervión (também chamada do Ibaizábal) é o porto marítimo mais importante do País Basco (Espanha) e um dos mais importantes do mar Cantábrico.
A sua fundação remonta a mais de 700 anos antes, embora pela situação e qualidades da situação pudesse ter sido usado antes.
A princípio localizava-se nas ribeiras superiores da ria, junto à vila de Bilbau, onde se manteve até a década de 1980. Nos seus molhes instalaram-se os estaleiros "Astilleros Euskalduna" e companhias navais como a "Naviera Aznar". Esta situação obrigou a que as pontes que alargavam a cidade em ambas as margens da ria permitissem passar navios de grande tonelagem e envergadura. Por isso foram realizadas obras como a ponte pênsil, transbordador que cruza a ria entre Portugalete e Getxo ou a Ponte de Deusto e a do Município.
Desde a construção da Ponte Euskalduna, localizada à altura dos antigos estaleiros, já não podem subir esse tipo de navios até os molhes superiores, os do Arenal e Uribitarte.
O porto é administrado pela Autoridad Portuaria de Bilbau, que é uma das 28 Autoridades Portuárias pertencentes ao organismo estatal dependente do Ministério de Fomento, Portos do Estado.

## Superporto
Atualmente o Porto de Bilbau tem a maioria das suas instalações na parte inferior da ria, no que se conhece como o superporto, em terrenos de Santurce, Ciérvana e Getxo.
Com um calado de até 32 metros as suas instalações constam das seguintes características:
- 372 hectares de superfície terrestre
- 1 972 hectares de superfície de flotação
- 17 quilômetros de molhes
- 250 hectares de superfície de armazenamento
- 370 000 metros quadrados de superfície de armazenamento coberto
- 27 000 metros quadrados de depósitos francos
- 23.800 metros cúbicos de armazéns frigoríficos
- 10 gruas porta-contêineres de 32 a 65 toneladas
- 16 gruas trastêiner de 32 a 40 toneladas
- 47 gruas de pórtico de 6 a 35 toneladas
- 7 gruas ponte de 28 a 35 toneladas
- 2 carregadores contínuos
- 5 rampas ro-ro
- Instalações especiais de carga e descarrega
- Terminais de mercadoria geral, contêineres, granéis sólidos, granéis líquidos, hortifrutícola e automóveis
- Terminal TECO e estação de formação de comboios.
- Ligação com a rede ferroviária nacional desde os molhes
- Ligação direta com a rede nacional de auto-estradas e auto-estradas
- Terminal de viajantes (usada por Brittany Ferries para ligar Bilbau com Roscoff, França, e Portsmouth, Inglaterra)

## História

Bandeira Marítima da província marítima de Bilbau.

A fundação da vila de Bilbau contraiu a fundação do porto. Os navios chegavam à altura da igreja de Santo Antão, justo à entrada das muralhas que protegiam e delimitavam o assentamento. Era a saída das mercadorias da Meseta Central e do vale do Ebro.
A riqueza mineira das terras que rodeiam Bilbau obrigou a realizar obras para aumentar o calado e assim permitir chegar a grandes navios para carregamento de mineral. A revolução industrial levou ao estabelecimento de empresas siderúrgicas nas margens da ria, empresas que precisavam carregar a sua produção em grandes navios.
Em 1804 o deputado Simón Bernardo Zamácola apresentou o projeto de um porto alternativo ao da vila de Bilbau, que então se localizava à altura da igreja de Santo Antão e praticamente monopolizava o comércio em prejuízo das povoações vizinhas (então independentes de Bilbau) enfrentando a vila com elas e com a autoridade do Senhorio de Biscaia. Este novo porto que propunha Zamácola, chamado porto da Paz situar-se-ia em Abando. Nas negociações com o governo central para fazer realidade o projeto foi desenhado como contraprestação à execução de um plano de serviço militar que socavava o disposto nos foros de Biscaia nessa matéria. Isto ocasionou uma revolta popular conhecida como zamacolada, considerada como a última matxinada. A população obrigou a que se reunissem novamente as Juntas e se derrogasse o decreto de acordo sobre o serviço militar, o que provocou, entre outras coisas, que o porto da Paz não chegasse a ser construído.
Em 1877 Evaristo de Churruca y Brunet fez-se cargo das obras de construção do porto exterior de Bilbau e da canalização do rio Nervión. Em 1887 a Junta de Obras do Porto construiu o molhe de ferro em Portugalete melhorando o tráfego de navios pela ria. Ao abrigo do dique de Santurce e o contramolhe de Algorta, realizados em 1902, nasceu o Porto Exterior, que seria fundamental para o futuro do Porto de Bilbau. A obra do porto terminar-se-ia em 1904.
Na última metade do século XX conformou-se a estrutura de molhes que constituem o Porto Exterior e que tornam o Porto de Bilbau um dos mais importantes do continente. As instalações foram finalizadas em 1994. Em 1985 começaram-se as obras do qual seria o Superporto, fechando a abra exterior com o dique de Punta Lucero e começando o inacabado de ponta Galea. Estes complementaram-se com terminais para produtos petrolíferos e dão serviço à próxima refinaria de Petronor.
Em 1993 começaram as obras que em 1998 foram finalizadas na primeira fase com o resultado de um incremento da superfície terrestre em 150 hectares, quase um quilómetro de linha de atraque e um calado de 20 m.
Em 1999 começou a segunda fase, que finalizaria em 2002 com dois novos molhes, Molhe A2 e Molhe de Punta Sollana. Em 2003 finalizou-se o A2 e em 2005 os A• e AZ1.
A expansão da atividade portuária para a desembocadura da ria deixou livres os terrenos ocupados no coração da cidade, o qual permitiu a regeneração urbana de Bilbau.
A construção do novo terminal de transatlânticos em Getxo e a instalação de importantes indústrias, como centrais geradoras de eletricidade de ciclo combinado ou plantas regasificadoras, permitiram que o porto possa seguir crescendo.
Entre 1991 e 2011 foi aberta uma doca de 5 km² e foram criados 6 molhes comerciais com uma superfície de 285 hectares. O investimento realizado foi de 2480 milhões de euros, dos quais 680 milhões foram de investimentos públicos e 1800 privados.